# Tälleberga kyrka
Tälleberga kyrka  är ett gigantiskt flyttblock i Kristbergs socken, Motala kommun, Östergötlands län. 
Flyttblockets namn kommer troligen av att det 9 m höga blocket med sin toppiga form liknar en kyrka och att det ligger nära torpet Tälleberg (”Tallberget”), som i sin tur uppkallats efter ett närbeläget tallbevuxet berg. 
Tälleberga kyrka finns i närheten av där länsväg 1099 Tälleberg - Skalleby tar av från länsväg 1097 Lilleberg - Karlsby.  

## En lämning från istiden
Flyttblockets volym är ungefär 1.000 kubiktmeter och vikten drygt 2.500 ton. Blocket består av grovkornig gråröd granit som är den vanligaste bergarten i området. På den släta nordostsidan av blocket finns en mängd parallella repor, isräfflor, som bildades när blocket var en del av det fasta urberget och nordostsidan var vänd uppåt. När inlandsisen rörde sig över området repades berghällen av fastfrusna stenar och block. Senare bröts berget sönder av isen, som förde med sig Tälleberga kyrka en kort sträcka. När inlandsisen smälte bort från trakten för ca 12.000 år sedan låg området under Baltiska issjöns vatten.

## Ett sägensomspunnet flyttblock
Enligt en av sägnerna fungerade det enorma flyttblocket verkligen som kyrka men bara för jättarna, som hade stenens innandöme som seanssal. Varje gång klockklangen från Kristbergs kyrka hördes till Tälleberg vände jättarna på sin "kyrka" för att få den tjockaste väggen mot klockljudet och slippa höra människornas böneringningar. 
En annan sägen berättar att en jätte, som var rasande över kyrkobygget i Kristberg, från Ekebyborna i söder kastade det stora stenblocket över sjön Boren för att förhindra uppförandet av Kristbergs kyrka. Men han bommade sitt mål och nu ligger stenen där vid Tälleberget. Det är därför som klippblocket lär vrida sig varje gång det ringer i Kristbergs kyrka. 
Det uppges också att vid viss belysning kan man i Tälleberga kyrka urskilja en jättes förstenade ansikte, som ändrar sig alltefter som solen vrider sig kring klippblocket och på midsommarafton dansar trollen kring det.